# Everybody's trying to be my baby
Everybody's trying to be my baby is een popnummer dat op naam staat van de Amerikaanse zanger Carl Perkins. In 1936 nam de countryzanger Rex Griffin echter al een liedje onder die titel op, dat uitgebracht werd door Decca Records.  Er bestaat ook een coverversie uit 1939 door Roy Newman and His Boys. De tekst is iets anders, maar de melodie lijkt op die van het nummer van Carl Perkins.
De versie van Carl Perkins werd opgenomen in april 1956 in de studio van Sun Records in Memphis (Tennessee). Perkins werd begeleid door:
- Ed Cisco, gitaar
- Clayton Perkins, contrabas
- W.S. ‘Fluke’ Holland, drums

Het nummer kwam op 1 mei 1957 uit op Perkins’ debuutalbum Dance album of Carl Perkins. Het album werd in 1961 opnieuw uitgegeven onder de titel Teen beat: The best of Carl Perkins. Het nummer staat ook op een aantal verzamelalbums.
De ik-figuur in het liedje heeft een onweerstaanbare aantrekkingskracht op vrouwen.

## Versie van The Beatles
De Britse groep The Beatles waren grote bewonderaars van Carl Perkins. In 1964 namen ze drie van  zijn nummers in de studio op: Everybody's trying to be my baby en Honey don't, allebei voor het album Beatles for Sale, en Matchbox voor de ep Long tall Sally.
In de Verenigde Staten kwam in plaats van Beatles for Sale het album Beatles '65 uit, waarop Everybody's trying to be my baby en Honey don’t ook stonden. Everybody's trying to be my baby staat ook op het verzamelalbum Rock 'n' roll music Vol. 2 uit 1980.
Het nummer werd opgenomen op 18 oktober 1964 in de Abbey Road Studios. Het behoorde tot het standaardrepertoire van de groep, vandaar dat er maar één ‘take’ nodig was voor de opname. De bezetting was:
- George Harrison, zang, sologitaar
- John Lennon, akoestische gitaar als slaggitaar
- Paul McCartney, basgitaar
- Ringo Starr, drums, tamboerijn

De stem van George Harrison werd dubbel opgenomen en kreeg een echo toegevoegd volgens het STEED-procedé (‘Send tape echo echo delay’), dat in de Abbey Road Studios was ontwikkeld.
Liveversies van het nummer staan op Live at the BBC en Anthology 2.

## Andere versies
- Een gelegenheidsformatie met onder anderen Carl Perkins, Eric Clapton, George Harrison en Ringo Starr maakte in 1985 het dubbelalbum Blue suede shoes: A rockabilly session. Everybody's trying to be my baby is een van de nummers.[7]
- Een live-uitvoering door Lee Rocker staat op het album Lee Rocker live uit 1999.[8]
- Een versie van Johnny Cash staat op de postuum uitgebrachte boxset Unearthed uit 2003.[9]